# 리에주-바스토뉴-리에주

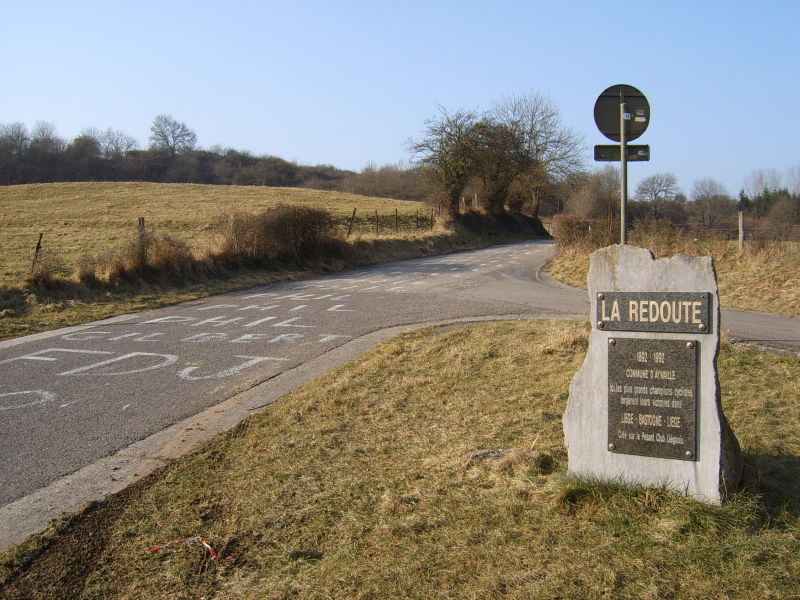

리에주-바스토뉴-리에주(프랑스어: Liège-Bastogne-Liège)는 벨기에의 원데이 클래식 사이클링 대회이다. 1892년 처음 시작되었으며 유럽의 5대 모뉴먼트(Monument) 중 가장 오래되었다. 매년 4월말에 개최된다. 리에주에서 시작하여 바스토뉴를 돌아 다시 리에주로 돌아오는 코스이다. 코스가 길고 험난하여 가장 힘든 사이클링 행사 중 하나로 꼽혔지만 2019년 코스가 변경된 후 결승점 부근은 다소 평탄해졌다.